# آلفی بیتس
آلفی بیتس (انگلیسی: Alfie Bates؛ زادهٔ ۳ مهٔ ۲۰۰۱) بازیکن فوتبال اهل بریتانیا است.
از باشگاه‌هایی که در آن بازی کرده‌است می‌توان به باشگاه فوتبال والسال و باشگاه فوتبال بیرمنگام سیتی اشاره کرد.